# Christian Miniussi
Christian Miniussi (Buenos Aires, 5 luglio 1967) è un ex tennista argentino.

## Carriera
In carriera ha vinto 1 titolo in singolare e 5 titoli di doppio. Nei tornei del Grande Slam ha ottenuto il suo miglior risultato raggiungendo i quarti di finale di doppio misto agli Australian Open nel 1991, e il quarto turno in singolare all'Open di Francia nel 1991.
In Coppa Davis ha disputato un totale di 12 partite, collezionando 4 vittorie e 8 sconfitte.
Ha rappresentato l'Argentina alle Olimpiadi di Barcelona, dove però è stato eliminato subito al primo turno.

## Statistiche

### Singolare

#### Vittorie (1)
| Numero | Anno | Torneo                   | Superficie | Avversario in finale | Punteggio     |
| 1.     | 1991 | ATP San Paolo, San Paolo | Cemento    | Jaime Oncins         | 2-6, 6-3, 6-4 |

### Doppio

#### Vittorie (5)
| Numero | Anno | Torneo                           | Superficie  | Compagno        | Avversari in finale                   | Punteggio     |
| 1.     | 1985 | ATP Buenos Aires, Buenos Aires   | Terra rossa | Martín Jaite    | Eduardo Bengoechea Diego Pérez        | 6-4, 6-3      |
| 2.     | 1988 | ATP Firenze, Firenze             | Terra rossa | Javier Frana    | Claudio Pistolesi Horst Skoff         | 7-6, 6-4      |
| 3.     | 1988 | ATP Saint-Vincent, Saint-Vincent | Terra rossa | Alberto Mancini | Paolo Canè Balázs Taróczy             | 6–4, 5–7, 6–3 |
| 4.     | 1989 | Torneo Godó, Barcellona          | Terra rossa | Gustavo Luza    | Sergio Casal Tomáš Šmíd               | 6-3, 6-3      |
| 5.     | 1992 | Swedish Open, Båstad             | Terra rossa | Tomás Carbonell | Christian Bergström Magnus Gustafsson | 6-4 7-5       |